# Pfarrkirche Lang

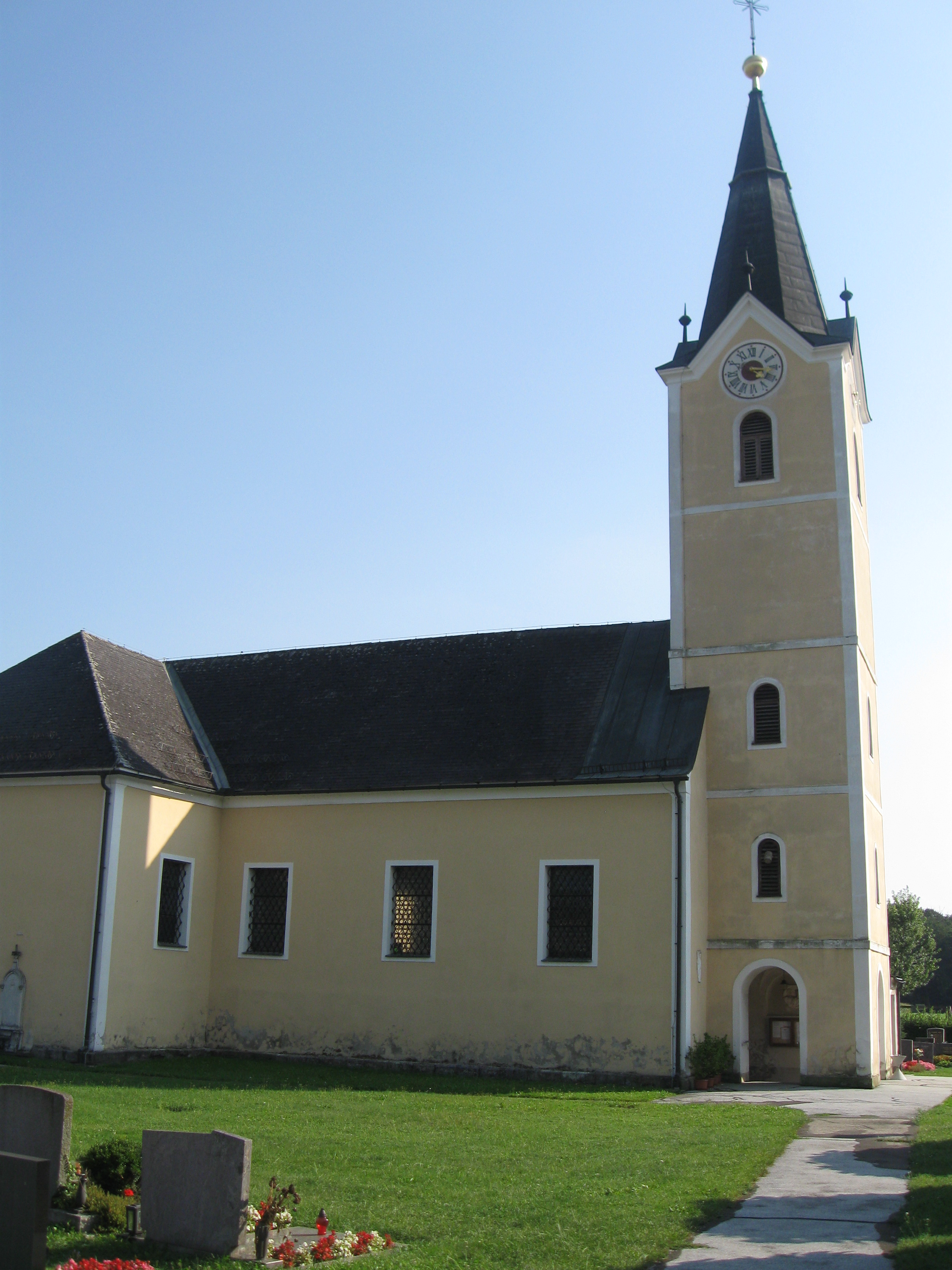
Katholische Pfarrkirche hl. Matthäus in Lang

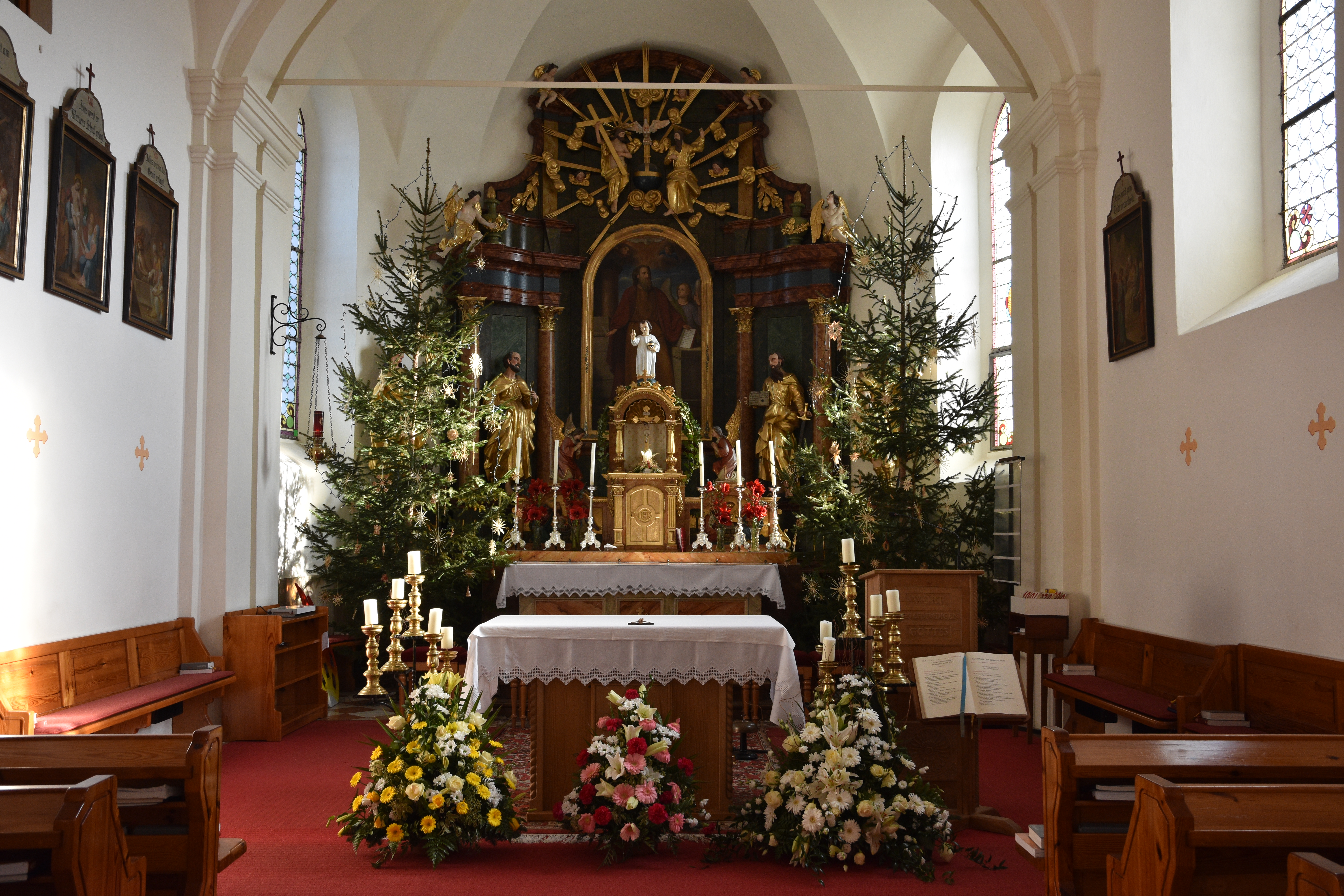
Langhaus, Blick in den Chor

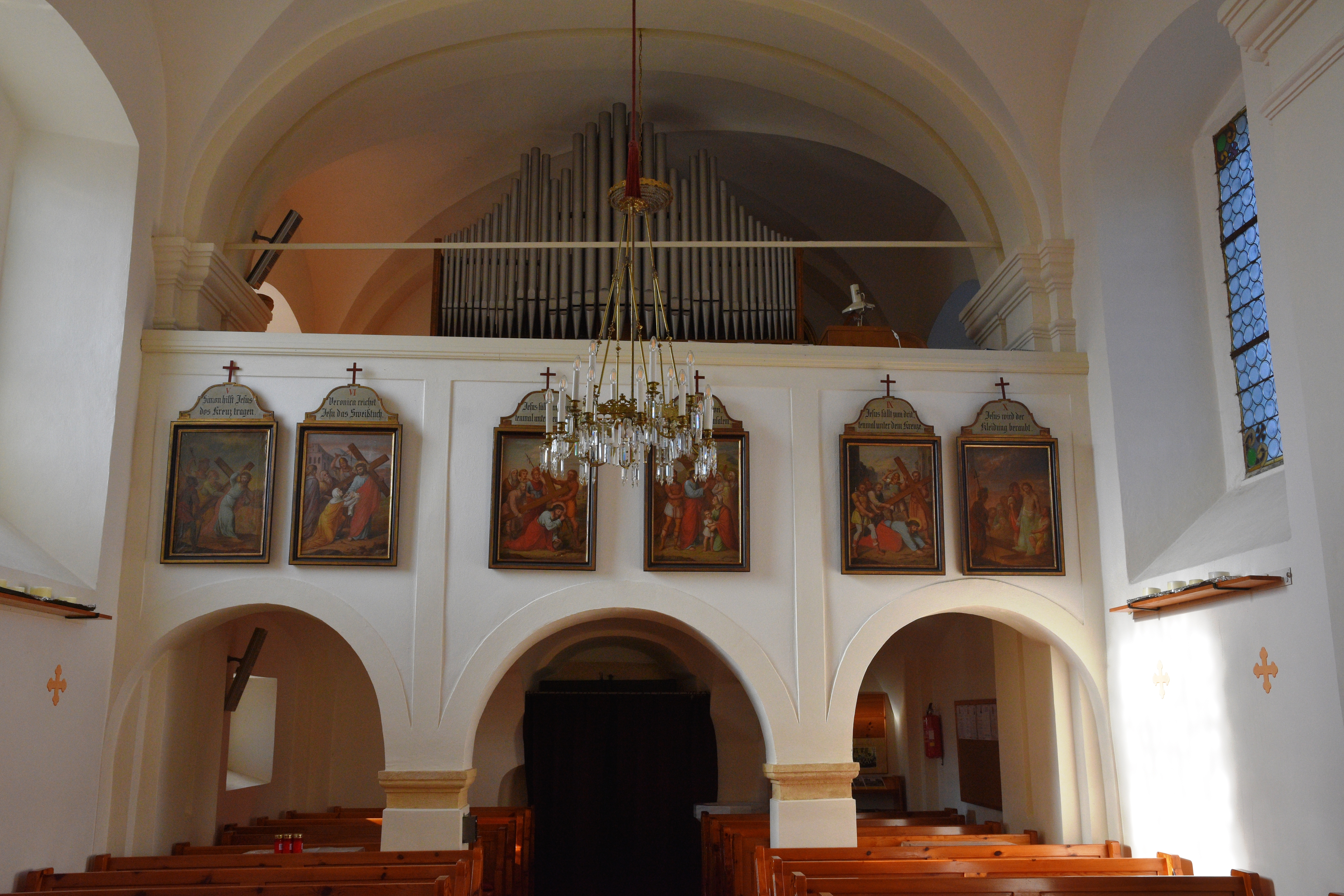
Langhaus, Blick zur Orgelempore

Die römisch-katholische Pfarrkirche Lang steht in der Gemeinde Lang im Bezirk Leibnitz in der Steiermark. Die dem Patrozinium des hl. Matthäus unterstellte Pfarrkirche gehört zur Region Südweststeiermark (Dekanat Leibnitz) in der Diözese Graz-Seckau. Die Kirche steht unter Denkmalschutz (Listeneintrag).

## Geschichte
Urkundlich wurde 1219 eine Kirche genannt.
Der heutige Kirchenbau entstand um 1700, die Stiftungstafel nennt 1687, die Weihe war 1719.

## Architektur
Der Westturm trägt einen Spitzhelm.
Das Kircheninnere zeigt ein langgestrecktes fünfjochiges Langhaus mit einem Halbkreischorschluss unter Kreuzgratgewölben auf Doppelgurten auf Doppelpilastern. Im Langhaus gibt es im zweiten östlichen Joch beidseits einjochige Seitenkapellen, dadurch hat das Langhaus eine kreuzförmigen Grundriss. Die dreiachsige Westempore ist längstonnenunterwölbt.

## Einrichtung
Der Hochaltar entstand nach der Mitte des 18. Jahrhunderts, die Altäre in den Seitenkapellen im ersten Viertel des 18. Jahrhunderts, der Altar der Nordkapelle zeigt das Bild Maria vom Siege.
Beim südlichen Emporenaufgang ist ein spätrömischer Reliefrundstein mit der Darstellung eines Ehepaares vermauert.
Eine Glocke nennt Mathäus Köstenbauer 1744.